# جائزة سيزار لأفضل فلم أجنبي
الفائزون بجائزة سيزر لأفضل فلم أجنبي:
- 1976: عطر امرأة (إيطاليا)، إخراج دينو ريزي
- 1977: آه كم نحب بعضنا بعضا (إيطاليا)، إخراج إيتوري سكولا
- 1978: يوم خاص (إيطاليا)، إخراج إيتوري سكولا
- 1979: الأشجار مع السدادات الخشبية (إيطاليا)، إخراج إيرمانو أولمي
- 1980:  مانهاتن (أمريكا)، إخراج وودي الآن
- 1981: كغاموشا (اليابان)، إخراج أكيرا كوروساوا
- 1982: الرجل الفيل (أمريكا)، إخراج ديفيد لنش
- 1983: فيكتور، فيكتوريا (المملكة المتحدة)، إخراج بلاكي إدوردز
- 1984: فاني وأليكسندر (السويد)، إخراج انجمار برجمان
- 1985: أماديوس (أمريكا)، إخراج ميلوش فورمان
- 1986: زهرة القاهرة البنفسجية (أمريكا)، إخراج وودي الآن
- 1987: اسم الوردة (إيطاليا/ألمانيا الغربية) إخراج جان-جاك آنو
- 1988: الإمبراطور الأخير (إيطاليا/المملكة المتحدة/هونغ كونغ)، إخراج بيرناردو بيرتولوتشي
- 1989: مقهى بغداد (ألمانيا)، إخراج بيرسي أدلون
- 1990: اتصالات خطرة (المملكة المتحدة)، إخراج ستيفن فريارس
- 1991: مجتمع الشعراء الموتى (أمريكا)، إخراج بيتر ويير
- 1992: توتو البطل (بلجيكا)، إخراج جاكو فان دورميل
- 1993: كعوب مرتفعة (إسبانيا)، إخراج بيدرو ألمودوفار
- 1994: البيانو (استوراليا)، إخراج جين كامبيون
- 1995: أربعة أعراس وجنازة (المملكة المتحدة)، إخراج مايك نويل
- 1996: أرض وحرية (المملكة المتحدة)، إخراج كين لوش
- 1997: تكسير الأجنحة (الدنمارك)، إخراج لارس فون تيرر
- 1998: صوت صغير (المملكة المتحدة)، إخراج مارك هيرمان
- 1999: الحياة جميلة (إيطاليا)، إخراج روبيرتو بينيني
- 2000: كل شيء عن أمي (إسبانبا)، إخراج بيدرو ألمودوفار
- 2001: في مزاج الحب (هونغ كونغ)، إخراج وونج كار-وي
- 2002: قيادة مولهولاند (أمريكا)، إخراج ديفيد لينش
- 2003: بولينج لكولمبين (أمريكا)، إخراج مايكل مور
- 2004: ميستيك ريفر (أمريكا)، إخراج كلينت إيستوود
- 2005: ضاع في الترجمة (أمريكا)، إخراج صوفي كابولا
- 2006: طفلة بمليون دولار (أمريكا)، إخراج كلينت إيستوود
- 2007: آنسة الشروق الصغيرة (أمريكا)، إخراج جونثان دايتون وفيلاري فيرس
- 2008: حياة الآخرين (ألمانيا)، إخراج فولاريان هانكل فون دونيرسمارك
- 2009: فالس مع بشير (إسرائيل)، إخراج أري فولمان
- 2010: غران تورينو (الولايات المتحدة)، إخراج كلينت إيستوود
- 2011: الشبكة الاجتماعية (الولايات المتحدة)، إخراج ديفيد فينشر
- 2012: انفصال نادر وسمين (إيران)، إخراج أصغر فرهادي
- 2013: آرغو (الولايات المتحدة)، إخراج بن أفليك
- 2014: ألاباما مونرو (بلجيكا)، إخراج فيليكس فان غرونينغان
- 2015: مومي (كندا)، إخراج إكزافييه دولان